# Sindbads siebente Reise
Sindbads siebente Reise (Originaltitel: The 7th Voyage of Sinbad) ist ein Kinofilm aus dem Jahr 1958. Der Fantasyfilm entstand unter der Regie von Nathan Juran. In den Hauptrollen sind Kerwin Mathews und Kathryn Grant zu sehen. Die visuellen Effekte stammen von Ray Harryhausen.

## Handlung

### Heimreise
Sindbad und seine Geliebte, Prinzessin Parisa, sind auf der Heimreise nach Bagdad, um dort zu heiraten. Auf der Insel Kolossa in Griechenland treffen sie auf den Magier Sokurah, der von einem Zyklopen angegriffen wird. Mit Hilfe des Dschinns gelingt ihnen jedoch die Flucht auf Sindbads Schiff. Dabei geht die Wunderlampe verloren.
Sokurah will wieder auf die Insel zurück, um nach der Wunderlampe zu suchen. Deshalb bietet er Sindbad als Belohnung Edelsteine und Schätze an. Sindbad lehnt dieses Angebot ab und segelt Richtung Bagdad weiter. Dort bittet Sokurah den Kalifen von Bagdad, der Sindbad so liebt wie seinen eigenen Sohn, ihm ein Schiff mit Besatzung zur Verfügung zu stellen, damit er nach Kolossa zurückkehren kann. Aufgrund der Beratung Sindbads – „nur ein Wahnsinniger würde nach Kolossa zurückkehren“ – lehnt auch der Kalif ab.
Um doch noch auf die Insel zurückzukehren, verwandelt Sokurah die Prinzessin heimlich in einen daumengroßen Zwerg. Nun entdecken Sindbad, der Kalif und der Vater der Prinzessin, der Sultan von Dschandra, die verwandelte Prinzessin. Die Hochzeit und der Frieden zwischen Bagdad und Dschandra scheint gescheitert. Der Sultan ist schockiert und droht, Bagdad den Krieg zu erklären. Sindbad sucht sofort den Zauberer Sokurah. Sokurah kann die Verwandlung wieder rückgängig machen, benötigt dazu aber die Schale eines Eies der riesigen Vogelart Roch, die neben vielen Zyklopen auf der Insel Kolossa lebt.

### Die Abenteuer in Kolossa
Die einzige Möglichkeit, um die Hochzeit und die Prinzessin noch zu retten, ist nun, trotz aller Gefahren nach Kolossa zurückzukehren. Sindbad, Sokurah, die Prinzessin und Sindbads Besatzung (darunter 25 Häftlinge, da Sindbad keine anderen Männer fand) reisen auf die Insel zurück. Die Häftlinge beschließen, das Schiff zu übernehmen, die Crew zu töten und als Seeräuber oder Schatzsucher reich zu werden. Bald darauf übernehmen sie das Schiff. Als Rache spricht Sokurah einen Fluch auf sie aus. Nachdem die meisten Häftlinge durch das Geschrei der Sirenen wahnsinnig geworden sind, übernehmen Sindbad und seine Freunde wieder das Schiff und kommen am nächsten Morgen an.
Um zu den Bergen mit den Riesenvögeln zu gelangen, müssen sie ein riesiges Tal mit Zyklopen durchqueren. Sokurah bildet zwei Gruppen, damit man sich bei einer Festnahme durch die Zyklopen gegenseitig retten kann. Alles, was er im Sinn hat, ist aber, die Wunderlampe zu finden, die nun in einer Schatzkammer der Zyklopen liegt. Nach einer Weile stoßen Sindbad und seine Gruppe auf einen Zyklopen, der sie gefangen nimmt und anschließend einen Gefangenen etwas abseits grillen und dann auffressen will. Daraufhin entdeckt Sokurah den Käfig, befreit sie aber nicht, da er nur die Wunderlampe benötigt. Seine Gruppe bleibt etwas zurück. Die daumengroße Prinzessin schafft es, den Riegel zu öffnen und alle zu befreien. Sokurah geht nun zur Schatzkammer der Zyklopen, wühlt in den Schätzen nach der Lampe und findet sie, allerdings wird der Zyklop aufmerksam, verlässt die Feuerstelle und versucht, Sokurah zu fangen. Sokurahs Gruppe kommt nun auch an und ein Kampf gegen den Zyklopen entbricht. Dabei verliert Sokurah die Lampe.
Der Zyklop wird besiegt und auch der Gefangene wird von Sindbad gerettet. Sindbad findet die Lampe, will sie aber Sokurah erst geben, wenn dieser die Prinzessin wieder auf normale Größe gebracht hat. Sokurah muss nun, um die Lampe zu bekommen, der Prinzessin helfen. Später erreichen Sindbad und seine Begleiter ein Vogelnest mit einem unausgebrüteten Ei. Sokurah, der weiß, wie gefährlich die Vögel sind, empfiehlt, weiterzugehen, bis sie eventuell weiter oben die zerbrochene Schale eines Eis, aus dem das Jungtier bereits geschlüpft ist, finden. Einige der Männer sind aber hungrig, schlagen das Ei auf und töten den Jungvogel, um ihn zu grillen. Sindbad nimmt nun gleich ein Stück Eierschale. Bald darauf kommt der Muttervogel und tötet einige von Sindbads Männern. Sindbad wehrt sich gegen den Vogel und versucht zu fliehen, während Sokurah Sindbads Gefährten Harufa tötet und mit der Prinzessin davonschleicht.

### Die Rettung der Prinzessin
Sokurah entführt die Prinzessin auf sein heimliches unterirdisches Schloss auf der Insel. Mit Hilfe der Lampe gelangt Sindbad, der dem Vogel entkommen ist, auch zum Schloss. Dort gibt sich Sokurah so aus, dass er alles für die Vergrößerung der Prinzessin vorbereitet hat und keine bösen Hintergedanken hat. Mit Hilfe der Eierschale wird die Prinzessin wieder normal groß. Da Sokurah Sindbad unheimlich erscheint, will er ihm die Lampe erst geben, wenn sie wieder in Sicherheit auf dem Schiff sind. Sokurah versucht, Sindbad durch ein zum Leben erwecktes Skelett töten zu lassen. Sindbad und Parisa gelingt es, sich zu retten. Um den Lampengeist zu befreien, werfen sie die Lampe in einen Lavastrom.
Als Sindbad und die Prinzessin fliehen, stoßen sie auf einen Zyklopen. Sindbad lässt den riesigen eingesperrten Drachen frei, welcher Sokurahs Schloss bewacht, um sich und Parisa vor dem Zyklopen zu retten. Nun kämpft der Drache gegen den Zyklopen, während Sindbad und Parisa zum Schiff fliehen. Der Drache tötet den Zyklopen und wird von Sokurah angetrieben, Sindbad und Parisa zu folgen und sie zu töten. Die Besatzung bedient am Strand eine riesige Armbrust, die sie von Bagdad zur Verteidigung gegen die Zyklopen mitgenommen hatten. Mit der Armbrust wird der Drache erschossen und erschlägt dabei Sokurah.
Sindbad, Parisa und der erlöste Dschinn Baronni, der dem Paar als Hochzeitsgeschenk den Schatz der Zyklopen herbeigeschafft hat, segeln nach Bagdad, wo die Hochzeit gefeiert werden soll.

## Synchronisation
Die deutsche Synchronbearbeitung entstand 1958.
| Rolle               | Darsteller        | Synchronsprecher      |
| ------------------- | ----------------- | --------------------- |
| Sindbad             | Kerwin Mathews    | Gert Günther Hoffmann |
| Prinzessin Parisa   | Kathryn Grant     | Margot Leonard        |
| Sokurah, der Magier | Torin Thatcher    | Fritz Tillmann        |
| Kalif von Bagdad    | Alec Mango        | Paul Wagner           |
| Sultan von Shandra  | Harold Kasket     | Siegfried Schürenberg |
| Ali                 | Virgílio Teixeira | Toni Herbert          |
| Karim               | Danny Green       | Eduard Wandrey        |

## Produktion
Die Dreharbeiten fanden vollständig in Europa statt.
Der Film startete am 5. Dezember 1958 in den deutschen und am 19. Dezember 1958 in den österreichischen Kinos.
Er war für den Hugo Award nominiert und wurde im Jahr 2008 in das National Film Registry aufgenommen.

## Kritiken
- „Effektvoller Abenteuerfilm in orientalisch-buntem Märchengewand, der seinen Reiz aus den hervorragenden Spezialeffekten von Ray Harryhausen bezieht.“ – Lexikon des internationalen Films[2]

- „Effektvoller Abenteuerfilm in orientalisch-buntem Märchengewand. […] Ganz auf Schaufreude eingestellt, etwas zum Staunen und Gruseln. Einiger Szenen wegen für Kinder weniger geeignet.“ – 6000 Filme. Kritische Notizen aus den Kinojahren 1945 bis 1958.[3]

- „[…] Abenteuermärchen nach Motiven aus ‚1001 Nacht‘, das wegen der Special Effects von Ray Harryhausen berühmt wurde; spannende, gruselige und vergnügliche Unterhaltung.“ (Wertung: 3 Sterne = sehr gut) – Lexikon „Filme im Fernsehen“.[4]

- „Sindbads siebente Reise führt nicht in das Land von ‚Tausendundeine Nacht‘, sondern geradewegs in den technisch perfektionierten Gruselkintopp. Deshalb raten wir jung und alt vom Anschauen dieses Films ab.“ – Evangelischer Filmbeobachter[5]

## Medien

### DVD-Veröffentlichungen
- 2000 Sindbads 7. Reise, Columbia Tristar Home Video

### BluRay-Veröffentlichungen
- 2008 Sindbads 7. Reise - 50th Anniversary Edition, Sony Pictures Home Entertainment

### Soundtrack
- The Seventh Voyage of Sinbad. An Original Soundtrack Recording of the Bernard Herrmann Score. Varèse Sarabande, North Hollywood 1980, VCD 47256 – Originaleinspielung
- The Seventh Voyage of Sinbad. Varèse Sarabande Film Classics. Varèse Sarabande und Universal Music, Studio City 1998, VSD-5961 – Digitale Neuaufnahme der kompletten Filmmusik; es spielt das Royal Scottish National Orchestra unter der Leitung von John Debney